# Zagoritzsee
Zagoritzsee är en sjö i Österrike.   Den ligger i förbundslandet Tyrolen, i den centrala delen av landet, 300 km sydväst om huvudstaden Wien. Zagoritzsee ligger 2 280 meter över havet.
I omgivningarna runt Zagoritzsee växer i huvudsak blandskog. Runt Zagoritzsee är det ganska glesbefolkat, med 26 invånare per kvadratkilometer.